# Психоорганический синдром
Психооргани́ческий синдро́м, также известный как органи́ческий психосиндро́м, характеризуется следующей триадой признаков: ослаблением памяти, снижением интеллекта, недержанием аффектов (триада Вальтер-Бюэля). Часто наблюдаются астенические явления. Нарушение памяти в той или иной степени затрагивает все её виды. С наибольшим постоянством выявляется дисмнезия, в частности, гипомнезия, возможны амнезии, конфабуляции. Объём внимания значительно ограничен, повышена отвлекаемость (гиперметаморфоз). Страдает качество восприятия, в ситуации улавливаются лишь частные детали. Ухудшается ориентировка, вначале в окружающем, а затем и в собственной личности. Уровень мышления снижается, что проявляется обеднением понятий и представлений, слабостью суждений, неспособностью адекватно оценивать ситуацию, свои возможности. Темп мыслительных процессов замедлен, торпидность мышления сочетается со склонностью к детализации, персеверациям.

## Причины
Психоорганический синдром — состояние психической слабости, обусловленное органическим поражением головного мозга (сосудистые заболевания головного мозга, поражения центральной нервной системы при сифилисе, черепно-мозговых травмах, различных интоксикациях, хронических нарушениях обмена веществ, при опухолях и абсцессах головного мозга, энцефалите, токсикомании, а также при заболеваниях сопровождающихся судорожными припадками). Но особенно часто психоорганический синдром возникает при атрофических процессах головного мозга в предстарческом и старческом возрасте (болезнь Альцгеймера, старческое слабоумие). В наиболее лёгкой форме психоорганический синдром представляет собой астеническое состояние со слабостью, повышенной истощаемостью, эмоциональной лабильностью, неустойчивостью внимания, снижением работоспособности. При тяжёлых формах психоорганического синдрома на первое место выступает интеллектуально-мнестическое снижение, доходящее до степени слабоумия (деменция).

## Психотические осложнения и течение
Иногда в ночное время возникают рудиментарные признаки делирия и сумеречного помрачения сознания. В отдельных случаях развиваются депрессивные состояния, бредовые синдромы и галлюцинации, а также эпилептиформные припадки с явлениями дереализации и деперсонализации (периодические психозы). В редких случаях симптоматика психоорганического синдрома может стабилизироваться или приобретать характер обратного развития. Обычно же под влиянием внешних психотравмирующих и вредных физических воздействий он развивается прогредиентно и достигает степени органического слабоумия (деменции).
Выделяют 5 основных вариантов психоорганического синдрома: астенический, амнестический, эксплозивный, эйфорический и апатический.

## Лечение
Лечение основного заболевания, вызвавшего психоорганический синдром. Прогноз зависит от основного заболевания.